# Баркаи, Михаэль
Михаэль Баркаи (Михай Бурсок), (26 января 1935, Бухарест, Королевство Румыния — 28 мая 1999) — израильский морской офицер, герой Битвы при Латакии.
Родился в Румынии, в 1948 году переселился в Израиль. В 1955 году был призван на флот, окончил курсы морских офицеров, служил на торпедных катерах, в 1960 году перешёл во флотилию подводных лодок. В 1967 году, вместе со своим братом Авраамом, был направлен в Британию для прохождения курса командиров подводных лодок. Впоследствии, командовал подлодкой «Левиатан».
25 января 1968 года подлодка «Дакар», на которой служил Авраам, исчезла в Средиземном море с 69-ю членами экипажа, во время перехода в Хайфу.
В 1973 года Баркаи был назначен командующим флотилией ракетных катеров. В ходе Войны судного дня командовал морскими сражениями у Латакии и Дамиетты. Был награждён медалью «За отличие».
В 1976 году назначен командующим ВМФ Израиля.
В 1979 году вышел в отставку.
Михаэль Баркаи долгое время болел раком. 28 мая 1999 года, через несколько часов после получения информации об обнаружении затонувшей лодки «Дакар», Баркаи покончил с собой.